# Bangladeschische Badmintonmeisterschaft 2005
Die Bangladeschische Badmintonmeisterschaft 2005 war die 26. Austragung der nationalen Titelkämpfe im Badminton in Bangladesch.

## Sieger und Finalisten
| Disziplin    | Gold                                           | Silber                                           |
| ------------ | ---------------------------------------------- | ------------------------------------------------ |
| Herreneinzel | Ahsan Habib Parash (Biman)                     | Khondker Mokter Hossain (Biman)                  |
| Dameneinzel  | Ayesha Khatun Nuri (Biman)                     | Konika Rani Adhikary (Biman)                     |
| Herrendoppel | Ahsan Habib Parash Rasel Kabir Sumon (Biman)   | Rob Mahbubur Khondker Mokter Hossain (Biman)     |
| Damendoppel  | Ayesha Khatun Nuri Aseda Khatun Ruma (Biman)   | Sharmin Akthar Momo Konika Rani Adhikary (Biman) |
| Mixed        | Rasel Kabir Sumon Konika Rani Adhikary (Biman) | Ahsan Habib Parash Sharmin Akthar Momo (Biman)   |